# Joseph R. Lane
Joseph Reed Lane (* 6. Mai 1858 in Davenport, Iowa; † 1. Mai 1931 ebenda) war ein US-amerikanischer Politiker. Zwischen 1899 und 1901 vertrat er den Bundesstaat Iowa im US-Repräsentantenhaus.

## Werdegang
Joseph Lane besuchte die öffentlichen Schulen seiner Heimat und danach das Knox College in Galesburg (Illinois). Nach einem anschließenden Jurastudium an der University of Iowa in Iowa City und seiner im Jahr 1880 erfolgten Zulassung als Rechtsanwalt begann er in Davenport in der Kanzlei seines Vaters in seinem neuen Beruf zu arbeiten.
Lane war Mitglied der Republikanischen Partei. Zwischen 1884 und 1889 saß er im Stadtrat von Davenport. Bei den Kongresswahlen des Jahres 1898 wurde er im zweiten Wahlbezirk von Iowa in das US-Repräsentantenhaus in Washington, D.C. gewählt. Dort trat er am 4. März 1899 die Nachfolge von George M. Curtis an, der nicht mehr kandidiert hatte. Da Lane im Jahr 1900 seinerseits auf eine weitere Kandidatur verzichtete, konnte er bis zum 3. März 1901 nur eine Legislaturperiode im Kongress absolvieren.
Nach dem Ende seiner Zeit im Repräsentantenhaus arbeitete Lane wieder als Anwalt. Im Jahr 1908 war er Delegierter zur Republican National Convention in Chicago, auf der William Howard Taft als Präsidentschaftskandidat nominiert wurde. Danach ist er politisch nicht mehr in Erscheinung getreten. Joseph Lane starb am 1. Mai 1931 in Davenport.